# Lisa Faulkner
Lisa Tamsin Faulkner (Merton, 19 febbraio 1972) è un'attrice britannica.

## Filmografia parziale

### Cinema
- L'amante (L'amant), regia di Jean-Jacques Annaud (1992)
- Le Péril jeune, regia di Cédric Klapisch (1994)
- Festa di mezzanotte - L'invito è a sorpresa (A Feast at Midnight), regia di Justin Hardy (1994)
- The Baby Juice Express, regia di Michael Hurst (2004)

### Televisione
- Dangerfield - serie TV, 18 episodi (1995)
- And the Beat Goes On - serie TV, 8 episodi (1996)
- Brookside - serie TV, 10 episodi (1997-1998)
- Holby City - serie TV, 45 episodi (1999-2001)
- Burn It - serie TV, 21 episodi (2003)
- Kate & Emma - Indagini per due (Murder in Suburbia) - serie TV, 12 episodi (2004-2005)
- New Street Law - serie TV, 14 episodi (2006-2007)
- EastEnders - serie TV, 62 episodi (2017)
- I misteri di Murdoch (Murdoch Mysteries) - serie TV, 5 episodi (2010-2021)
- Waterloo Road - serie TV, 3 episodi (2022)
- Missing You - miniserie TV, 4 episodi (2025)

## Doppiatrici italiane
Nelle versioni in italiano delle opere in cui ha recitato, Lisa Faulkner è stata doppiata da:
- Silvia Tognoloni ne L'amante
- Chiara Colizzi in Kate & Emma - Indagini per due
- Francesca Fiorentini in Missing You